# 2-4-1

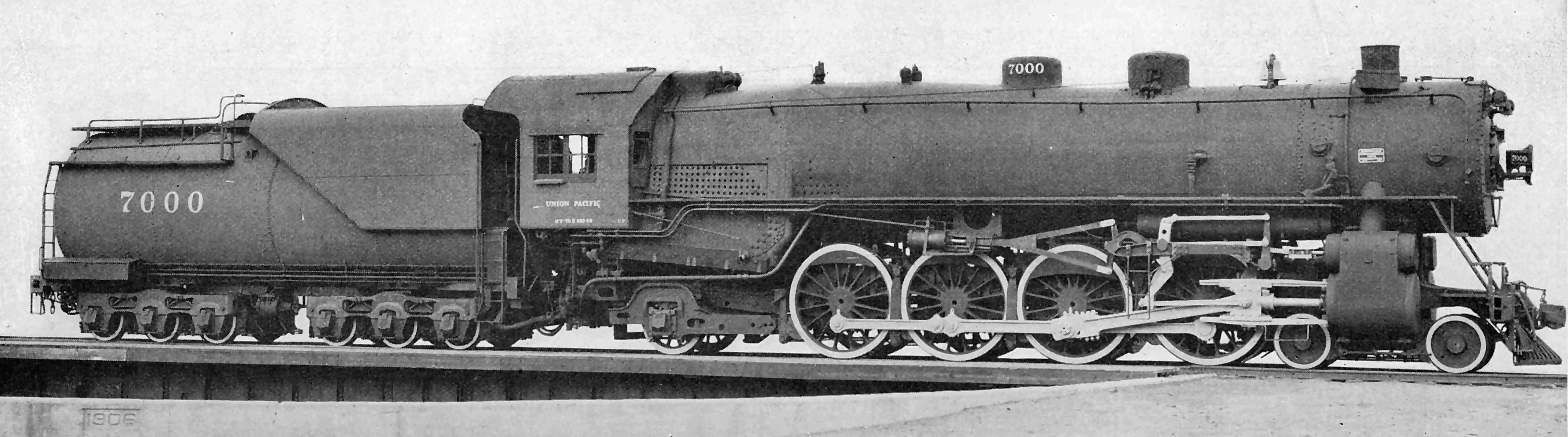
Американський паровоз серії МТ тип 2-4-1

Тип 2-4-1 — паровоз з чотирма рушійними осями в одній жорсткій рамі, двома бігунковими і однією підтримуючою віссю. Є подальшим розвитком типів 2-3-1 і 2-4-0.
Інші варіанти запису:
- Американський — 4-8-2
- Французький — 241
- Німецький — 2D1